# 圣朗贝尔 (伊夫林省)
圣朗贝尔（法語：Saint-Lambert，法語發音：[sɛ̃ lɑ̃bɛʁ] ⓘ）是法国伊夫林省的一个市镇，属于朗布依埃区。

## 地理
圣朗贝尔（48°43'55"N, 2°1'15"E）面积6.61 平方千米，位于法国法蘭西島大區伊夫林省，该省份为法国北部内陆省份，北起瓦兹河谷省，西接厄尔省，西南接厄尔-卢瓦省，东南接埃松省，东临上塞纳省。
与圣朗贝尔接壤的市镇（或旧市镇、城区）包括：舍夫勒斯、马尼莱阿莫、勒梅尼勒圣但尼、米隆拉沙佩勒、圣福尔热。

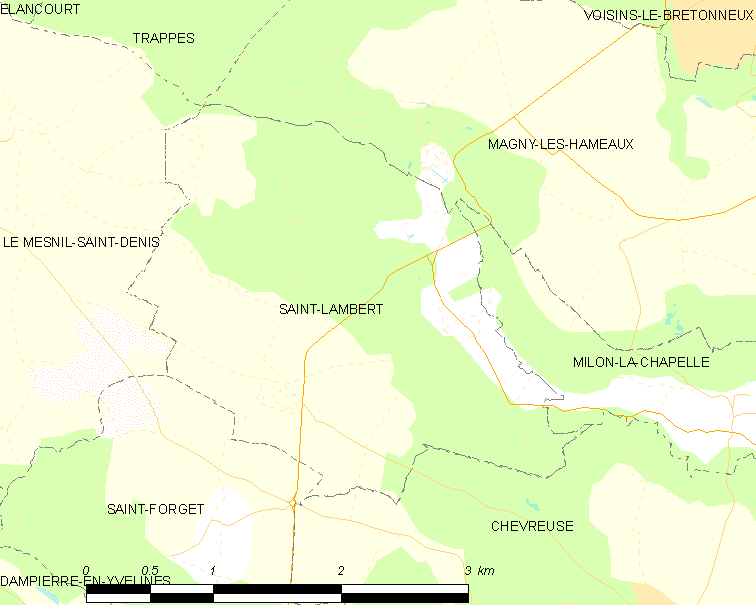
的OSM定位图

圣朗贝尔的时区为UTC+01:00、UTC+02:00（夏令时）。

## 行政
圣朗贝尔的邮政编码为78470，INSEE市镇编码为78561。

## 政治
圣朗贝尔所属的省级选区为莫尔帕县。

## 人口

1962-2008年间人口变化图示

圣朗贝尔于2022年1月1日时的人口数量为448人。